# Бонус-малус
Бонус-малус (в переводе с латинского «хороший-плохой», ср. англ. Bonus-Malus System, BMS) — система тарифных коэффициентов (коэффициентов бонус-малус, КБМ), обычно применяемая в страховом бизнесе, которая изменяет размер страховой премии, которую платит клиент (страхователь) страховщику в зависимости от его истории страховых случаев.
Существуют и другие определения понятия бонус-малус:
- Расчёт ставок страховой премии с учётом индивидуального опыта вождения
- Рейтинговая система, основанная на страховом опыте водителей
- Система скидок за отсутствие страховых случаев
- Рейтинговая система, основанная на прошлых заслугах водителей (страхователей)

В большинстве развитых стран при страховании автомобилей действует рейтинговая система, которая штрафует страхователя, ответственного за одно или более дорожно-транспортных происшествий увеличением размера премии, или малусом, и поощряет страхователей, которые не совершали страховых случаев, уменьшением размера премии, или бонусом. Основная цель этой системы состоит в повышении заинтересованности страхователей в более аккуратном вождении, а также в том, чтобы как можно лучше учесть индивидуальные риски, чтобы каждый страхователь платил страховую премию, соответствующую его собственной частоте страховых случаев.
Система бонус-малус является частью системы страхового тарифа и базируется на актуарных расчётах.
В России использование системы «бонус-малус» было заявлено с первых дней введения в действие закона об ОСАГО, однако на практике автоматизированная система, позволяющая учитывать аварийность водителя (и по ОСАГО, и по каско), заработала только в 2013 году
.
Сам коэффициент бонус-малус начал действовать с 2003 года, хотя автоматизированная информационная система была внедрена лишь в 2012 году. АИС содержит данные о заключенных договорах ОСАГО на период с 1 января 2011 года. С 1 января 2013 года все страховые компании стали обязаны передавать все данные о страхователе в АИС. С июля 2014 года только информация, содержащаяся в АИС, стала использоваться для получения сведения о предыдущем периоде страхования. С 1 сентября 2014 года страховая компания обязана передать данные о страхователе в течение одного дня с даты заключения договора. Сам страхователь обязан незамедлительно сообщать обо всех изменениях сведений, указанных в договоре обязательного страхования.
Получить скидку по ОСАГО можно при условии, что новый полис вступит в силу не раньше предыдущего и, если с момента окончания действия не прошел 1 год. Понижение скидки в случае наступления страховых выплат будет действовать вне зависимости от даты вступления в силу нового полиса.
Пример. Автомобиль продан в феврале 2015, страховка действовала до апреля 2015, тогда получение скидки на покупку нового полиса ОСАГО на другой автомобиль можно получить лишь в апреле 2015.

## Нормативно-правовая база КБМ
Федеральный закон от 25 апреля 2002 года № 40-ФЗ «Об обязательном страховании гражданской ответственности владельцев транспортных средств» в ст. 9 устанавливает базовые ставки и коэффициенты страховых тарифов, в ст. 15 определяет порядок осуществления обязательного страхования (заключение договора, прекращение договора).

## Определение КБМ
Существует 15 классов страхования водителей. При отсутствии информации о предыдущей страховой истории водителю присваивается класс 3 (КБМ-1,17).
| Класс на начало годового срока страхования | Коэффициент | Класс по окончании годового срока страхования с учетом наличия страховых случаев, произошедших в период действия предыдущих договоров обязательного страхования | Класс по окончании годового срока страхования с учетом наличия страховых случаев, произошедших в период действия предыдущих договоров обязательного страхования | Класс по окончании годового срока страхования с учетом наличия страховых случаев, произошедших в период действия предыдущих договоров обязательного страхования | Класс по окончании годового срока страхования с учетом наличия страховых случаев, произошедших в период действия предыдущих договоров обязательного страхования | Класс по окончании годового срока страхования с учетом наличия страховых случаев, произошедших в период действия предыдущих договоров обязательного страхования |
| ------------------------------------------ | ----------- | --- | --- | --- | --- | --- |
|                                            |             | 0 страховых выплат | 1 страховая выплата | 2 страховые выплаты | 3 страховые выплаты | 4 и более страховых выплат |
| М                                          | 3,92        | 0 | М | М | М | М |
| 0                                          | 2,94        | 1 | М | М | М | М |
| 1                                          | 2,25        | 2 | М | М | М | М |
| 2                                          | 1,76        | 3 | 1 | М | М | М |
| 3                                          | 1,17        | 4 | 1 | М | М | М |
| 4                                          | 1           | 5 | 2 | 1 | М | М |
| 5                                          | 0,91        | 6 | 3 | 1 | М | М |
| 6                                          | 0,83        | 7 | 4 | 2 | М | М |
| 7                                          | 0,78        | 8 | 4 | 2 | М | М |
| 8                                          | 0,74        | 9 | 5 | 2 | М | М |
| 9                                          | 0,68        | 10 | 5 | 2 | 1 | М |
| 10                                         | 0,63        | 11 | 6 | 3 | 1 | М |
| 11                                         | 0,57        | 12 | 6 | 3 | 1 | М |
| 12                                         | 0,52        | 13 | 6 | 3 | 1 | М |
| 13                                         | 0,46        | 13 | 7 | 3 | 1 | М |

### Ограниченное ОСАГО
Если в договоре ОСАГО указано ограниченное число водителей, то КБМ определяется на основе информации по каждому водителю. Общий КБМ присваивается по водителю с наихудшим классом страхования.
Пример. По новому договору ОСАГО к управлению автомобилем допущено два водителя, у первого КБМ составляет 0,91 (5-й класс), у второго — 0,74. Тогда «расчётный» КБМ будет определён по водителю с наихудшим классом и будет равен 0,91.
Если предыдущий договор ОСАГО не предусматривал ограничение количества водителей, а новый договор заключается с ограничением круга лиц, допущенных к управлению автомобилем, и при этом в предшествующий страховой период выплат по договору не было, страховщик обязан присвоить понижающий КБМ (при условии, что водитель в договоре ОСАГО, не предусматривающем ограничение количества лиц, допущенных к управлению, являлся собственником транспортного средства).
Пример. По предыдущему «неограниченному» ОСАГО автомобилем управлял Иванов (собственник ТС) и Петров. Выплат по договору не было, КБМ собственника был равен 1 (4-й класс). На следующий год покупается «ограниченный» полис ОСАГО, по которому автомобилем будет управлять только один водитель, — Иванов. К Иванову будет применён КБМ водителя, равный 0,91 (5-й класс). Расчётный КБМ тоже будет равен 0,91.

### Неограниченное ОСАГО
Если к управлению автомобилем допущен неограниченный круг лиц, то класс присваивается собственнику транспортного средства, которое указано в договоре ОСАГО. Класс определяется по последнему закончившемуся договору ОСАГО собственника автомобиля.
Пример. По предыдущему «неограниченному» ОСАГО был застрахован автомобиль. Выплат по договору не было, КБМ собственника был равен 1 (4-й класс). На следующий год при продлении «неограниченного» полиса на тот же автомобиль собственник получит понижающий КБМ собственника, равный 0,91 (5-й класс). Расчётный КБМ будет равен 0.91.

### Досрочное расторжение договора
Досрочное расторжение «безаварийного договора», даже за несколько дней до его окончания, лишает водителя/собственника скидки за этот период. При покупке нового полиса ОСАГО будет применён такой же КБМ, какой был применён в начале действия досрочно закончившегося договора. При досрочном расторжении «аварийного договора», произведённые по нему выплаты учитываются при расчёте КБМ нового.
Пример. По предыдущему «ограниченному» ОСАГО к управлению автомобиля было допущено два водителя: Иванов с КБМ 1 и Петров с КБМ 0,74. По вине Иванова была одна выплата. Договор был досрочно расторгнут. При покупке нового «ограниченного» полиса Иванову КБМ будет повышен до 1,76 (2-й класс), а Петрову опять присвоен КБМ 0,74 (8-й класс).

## Восстановление утраченного КБМ
С 1 декабря 2015 года при обнаружении страхователем неверного значения своего КБМ в базе данных РСА ему необходимо составить заявление в свою страховую организацию. Если обращение в страховую компанию не дало результатов, следует обратиться в РСА письмом установленной формы (срок рассмотрения письма 3—4 месяца).

## КБМ в других странах

### Франция
Предоставляется скидка, если автомобилем управляет семейная пара.

### Великобритания
Присуждается бонус за безаварийное вождение. При этом базовый тариф платит менее 1 % страхователей. Событие, приводящее к снижению бонуса ограничено размером страховой выплаты, поэтому регистрируется больше страховых случаев, чем событий, приводящих к снижению бонуса.

### Швеция
Наибольшее значение на тарификацию имеет годовой пробег ТС, который контролируется при прохождении ТО и при страховом случае. Если после ДТП выясняется, что страхователь занизил пробег, то размер выплаты снижается. При грубом нарушении ПДД или договора, или 3 ДТП в течение года страховщик имеет право расторгнуть договор и повысить тариф на 100 %.

### Швейцария
Страхователь имеет право возместить ущерб страховой компании (которая заплатила потерпевшему), чтобы избежать повышающего коэффициента (малуса).

### Германия
Разный КБМ для разных типов машин. Скидка за первый безаварийный год 75 %, за второй — 35 %. Существует право страхователей самостоятельно урегулировать незначительные убытки, чтобы избежать повышения тарифа.

## Перспективы развития КБМ в России
- Перевод всех договоров ОСАГО на условие «без ограничения лиц, допущенных к управлению»
- Возвращения к учету бонус-малус по собственнику транспортного средства с дополнением сохранения бонуса при смене транспортного средства.

Если сохранять привязку класса бонус-малус к каждому водителю, вписанному в полис, то наиболее разумным было бы следующее изменений системы бонус-малус:
- Пересчет класса бонус-малус для водителей один раз в календарный год (сейчас такой перерасчет надо производить после окончания срока действия каждого договора, в который вписан указанный водитель). Логично, чтобы значение класса бонус-малус изменялось с 1 января каждого года в зависимости от количества ДТП в прошедшем году.
- Во всех договорах, заключенных в течение одного года, для одного водителя должен быть указан единый класс бонус-малус.
- При вписывании водителя в уже действующий договор ОСАГО, класс бонус-малус водителя определяется не на дату вписывания, а на дату начала срока действия договора. Это позволит избежать действий по исключению водителей из договоров и повторному вписыванию с целью улучшить значение КБМ.